# Пёс Барбос и необычный кросс
«Пёс Барбо́с и необы́чный кросс» — советская короткометражная комедия, снятая в 1961 году по стихотворному фельетону украинского советского поэта-юмориста Степана Олейника на киностудии «Мосфильм» режиссёром Леонидом Гайдаем. Входит в альманах «Совершенно серьёзно». Это первое произведение о ставшей впоследствии знаменитой троице жуликов: Трусе, Балбесе и Бывалом. Премьера в 1961 году прошла на закрытии Московского кинофестиваля. Фильм номинировался на «Золотую пальмовую ветвь» на Каннском международном кинофестивале в 1961 году за лучший короткометражный фильм.

## Сюжет
Эксцентричная кинокомедия по фельетону Степана Олейника, описывающая приключения злополучной шайки браконьеров — Труса, Балбеса и Бывалого — на рыбалке с динамитом.
Троица друзей на отдыхе занимается браконьерством — глушит динамитом рыбу. По реке проплывает Рыбнадзор, и шайка, усевшись на берегу с палками вместо удочек, изображает из себя честных рыболовов. Когда браконьеры кинули в реку подожжённую динамитную шашку, привязанную к палке, их пёс Барбос, который до этого бегал за палками, попытался вернуть её хозяевам. Весь дальнейший сюжет — паническое бегство браконьеров от Барбоса с горящим бикфордовым шнуром динамитной шашки в зубах пса.
Спасаясь от собаки с взрывчаткой в пасти, троица, в конце концов, залезает на дерево. Пёс, бросив под дерево готовую разорваться шашку, убегает. Мощный взрыв сотрясает окрестности и оглушает самих браконьеров. Особенно достаётся Балбесу, которого в конце Трус и Бывалый везут в тележке, предназначенной для рыбы, и который поочерёдно смеётся над своими друзьями.

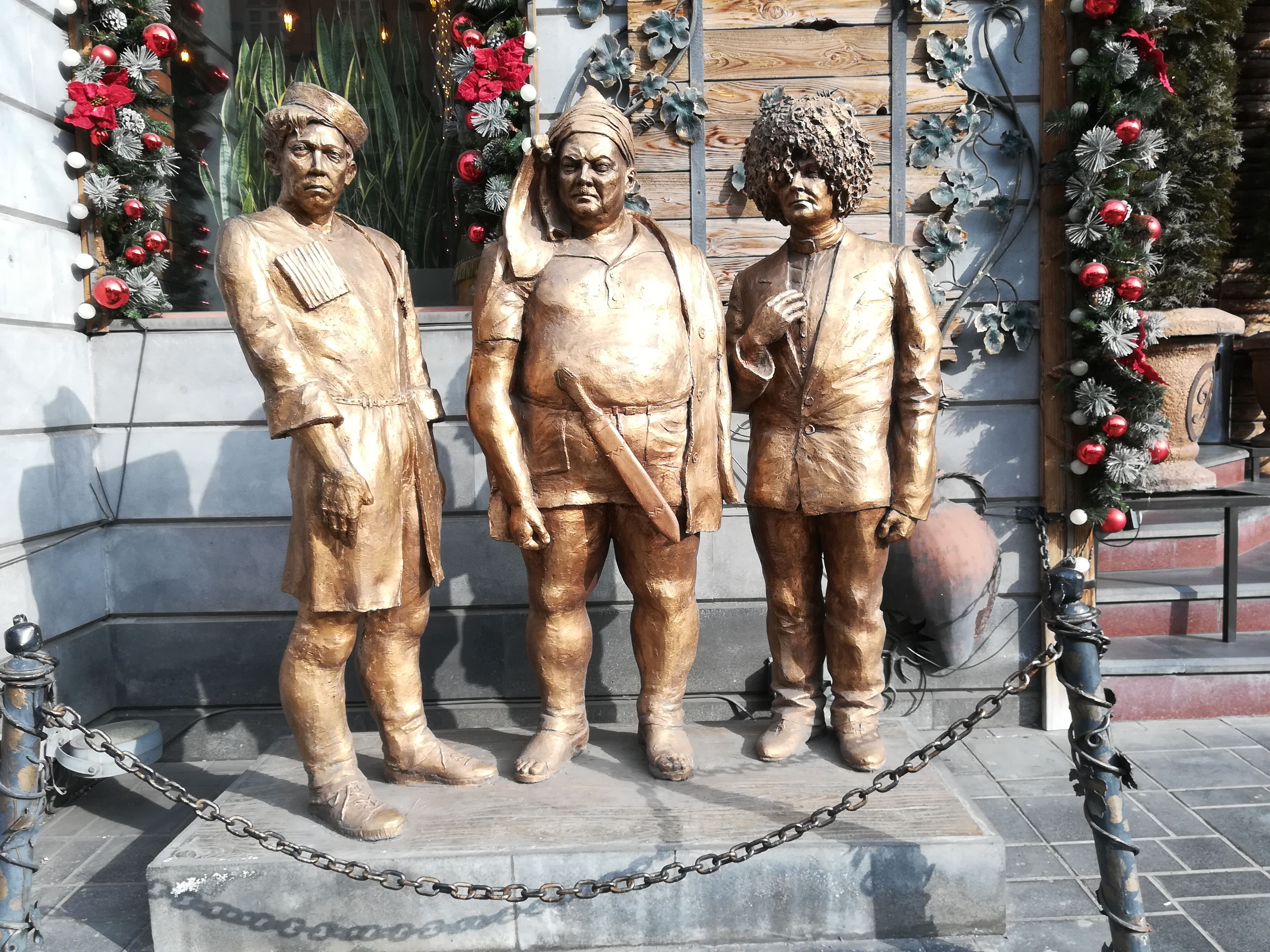
Памятник Трусу, Балбесу и Бывалому

Сюжет о собаке, приносящей динамит из воды хозяину, собиравшемуся глушить рыбу, встречается в рассказах австралийского писателя Генри Лоусона «Заряженная собака» (1901) и Джека Лондона «Лунный лик» (1906).

## Создание
В 1960 году режиссёр Иван Пырьев прочитал в газете «Правда» фельетон украинского поэта Степана Олейника «Пёс Барбос и необычный кросс» и предложил Леониду Гайдаю снять по нему короткометражку. Тогда Пырьев посоветовал Гайдаю взять на роль Бывалого Евгения Моргунова вместо Михаила Жарова. Следующими претендентами стали Георгий Вицин и Сергей Филиппов, но последнего в Москве не было. В итоге Вицин познакомил Гайдая с Юрием Никулиным. 

Съёмки начались осенью 1960 года. Они проводились в окрестностях посёлка Снегири. Сцены со взрывом динамита и горящим деревом снимались рядом с дачей певца Ивана Семёновича Козловского, расположенной в соседнем дачном товариществе «Мастера искусств» в деревне Жевнево. Снятого материала в общей сложности хватило бы на получасовую картину. Но режиссёр Леонид Гайдай сократил его до десяти минут и убрал много трюков, которые впоследствии использовались в «Самогонщиках». Для съёмок Юрию Никулину наклеивали огромные ресницы:
Леонид Гайдай Юрию Никулину: У вас и так смешное лицо. Нужно только деталь придумать. Пусть приклеят большие ресницы. А вы хлопайте глазами. От этого лицо будет выглядеть ещё глупее.

## В ролях
- Георгий Вицин — Трус
- Юрий Никулин — Балбес
- Евгений Моргунов — Бывалый
- Пёс Брёх — Барбос (в титрах не указан)

## Съёмочная группа
- Автор сценария и режиссёр: Леонид Гайдай
- Оператор: Константин Бровин
- Художник: Константин Степанов
- Художник по костюмам: Анна Мартинсон
- Композитор: Никита Богословский
- Звукооператор: Семён Литвинов

Короткометражка вошла в сборник «Совершенно серьёзно» и вышла на экраны 18 сентября 1961 года. Фильм закупили для проката более ста стран мира. Фильм был награждён почётным дипломом Международного кинофестиваля Сан-Франциско и особым призом Лондонского кинематографического общества.